# Брисио, Саманта
Саманта Брисио Рамос (исп. Samantha Bricio Ramos; р. 22 ноября 1994, Гвадалахара, штат Халиско, Мексика) — мексиканская волейболистка. Нападающая-доигровщица.

## Биография
Саманта Брисио родилась в Гвадалахаре (столица штата Халиско) в спортивной семье. Её отец занимался баскетболом, мать — волейболом. В 2006—2009 за национальную волейбольную сборную Мексики выступал брат Саманты — Ирвинг Брисио. В детстве Саманта посещала школу при Университете долины Атемаяк (Universidad del Valle de Atemajac — UNIVA) города Гвадалахары, где и начала заниматься волейболом.
Своей первой победы Саманта Брисио добилась в 2008 году, выступая за команду штата Халиско на Национальной мексиканской Олимпиаде (в категории 13-14-летних спортсменов). В том же году 13-летняя волейболистка была включена в состав сразу двух сборных Мексики — молодёжной и юниорской, в составе которых приняла участие в чемпионатах NORCECA, став серебряным призёром континентального первенства среди девушек (до 18 лет), а на чемпионате континента среди молодёжных команд (до 20 лет) получила приз «Восходящая звезда», как самая молодая участница.
В последующие несколько лет Саманта Брисио играла сразу за три сборные Мексики — национальную (с 2010), молодёжную (до 2013) и юниорскую (до 2011). На чемпионате NORCECA 2010 года среди девушек волейболистка получила приз самого ценного игрока, а в июле того же года дебютировала в национальной команде страны на Играх Центральной Америки и Карибского бассейна в Пуэрто-Рико, став в свои 15 лет самой молодой волейболисткой сборной за всю историю. При этом на волейбольном турнире Игр Брисио стала лучшим бомбардиром и лучшей на подаче. 
2011 год принёс Брисио «серебро» молодёжного Панамериканского Кубка и приз самого результативного игрока турнира. Лучшим бомбардиром она стала и в розыгрыше Панамериканского Кубка среди девушек. Кроме этого, Саманта была включена в основную сборную страны на чемпионате NORCECA и Панамериканских играх. В том же году Брисио поступила в Университет Южной Калифорнии, за команду которого играла в студенческих соревнованиях США до окончания этого учебного заведения в 2016.
2013 год был для Брисио последним, когда она была вынуждена играть сразу за несколько сборных Мексики. Получив напоследок приз самого результативного игрока молодёжного чемпионата мира, в дальнейшем она выступала только за взрослую национальную команду страны, став несомненным её лидером.
В 2016 Брисио стала бронзовым призёром чемпионата США в составе команды «Чесапик Райсинг Тайд», после чего заключила контракт с итальянской «Имоко Воллей» из Конельяно, с ходу выиграв Суперкубок Италии и получив при этом приз самого ценного игрока. Дебютный сезон в Италии мексиканская волейболистка завершила победителем розыгрыша Кубка страны и «бронзой» чемпионата. А вот стать призёром Лиги чемпионов ЕКВ Саманте помешала травма, полученная ею в четвертьфинале главного клубного турнира Европы.
2018 год принёс Брисио в составе команды из Конельяно золотые награды чемпионата, серебряные — розыгрыша Кубка страны и бронзовые — Лиги чемпионов. В составе сборной Мексики Саманта впервые приняла участие в чемпионате мира. После этого Брисио покинула Италию и один сезон (2018—2019) отыграла в турецком «Фенербахче», с которым стала финалисткой Кубка Турции и бронзовым призёром турецкого чемпионата. По итогам первенства Турции Брисио вошла в символическую сборную.
Недоигранный из-за пандемии COVID-19 сезон 2019—2020 Брисио вновь провела в Италии — в команде «Савино Дель Бене» (Скандиччи), после чего заключила контракт с российской командой «Динамо-Казань».          

### Клубная карьера
- 2008—2012 —  «Халиско» (Гвадалахара);
- 2012—2016 —  «USC[2] Траджэнс» (Лос-Анджелес);
- 2016 —  «Чесапик Райсинг Тайд» (Чесапик);
- 2016—2018 —  «Имоко Воллей» (Конельяно);
- 2018—2019 —  «Фенербахче» (Стамбул);
- 2019—2020 —  «Савино Дель Бене» (Скандиччи);
- 2020—2022 —  «Динамо-Ак Барс» (Казань);
- 2022—2024 —  «Шанхай Брайт Юбест» (Шанхай);
- с 2025 —  «Ильбанк» (Анкара).

## Достижения

### С клубами
- бронзовый призёр чемпионата США 2016.
- чемпионка Италии 2018;
  - бронзовый призёр чемпионата Италии 2017.
- победитель розыгрыша Кубка Италии 2017;
  - серебряный призёр Кубка Италии 2018.
- победитель розыгрыша Суперкубка Италии 2016
- бронзовый призёр чемпионата Турции 2019.
- серебряный призёр розыгрыша Кубка Турции 2019.
- бронзовый призёр чемпионата России 2021.
- двукратный победитель розыгрышей Кубка России — 2020, 2021.
- обладатель Суперкубка России 2020.
- двукратный серебряный призёр чемпионатов Китая — 2023, 2024.

- бронзовый призёр Лиги чемпионов ЕКВ 2018.

### Со сборными Мексики
- серебряный призёр Панамериканского Кубка 2021.
- двукратный серебряный призёр чемпионатов NORCECA среди девушек — 2008, 2010.
- серебряный призёр Панамериканского Кубка среди молодёжных команд 2011.

### Индивидуальные
- 2008: приз «Восходящая звезда» самому молодому участнику молодёжного чемпионата NORCECA.
- 2010: MVP чемпионата NORCECA среди девушек.
- 2010: самая результативная и лучшая на подаче волейбольного турнира Игр Центральной Америки и Карибского бассейна.
- 2011: самая результативная Панамериканского Кубка среди молодёжных команд.
- 2011: самая результативная Панамериканского Кубка среди девушек.
- 2013: самая результативная Панамериканского Кубка.
- 2015: лучшая на подаче чемпионата NCAA (Национальной ассоциации студенческого спорта США).
- 2015: волейболистка года Мексики.
- 2016: MVP Суперкубка Италии.
- 2019: лучшая на подаче Кубка Турции.
- 2019: лучшая нападающая-доигровщица (одна из двух) чемпионата Турции.